# Casa di Cristoforo Colombo (Genova)
La casa di Cristoforo Colombo a Genova è la ricostruzione (risalente al XVIII secolo) dell'edificio nel quale visse in gioventù Cristoforo Colombo.
Oggi adibita a polo museale storico del Comune, la casa è situata a breve distanza dalla Porta Soprana, appena al di fuori dalle antiche mura medievali. Documenti storici hanno consentito di accertare che il navigatore vi ha abitato nel lasso di tempo compreso - indicativamente - fra il 1455 e il 1470.
L'edificio ha subìto nel corso dei secoli molti cambiamenti, il principale dei quali dovuto al bombardamento del 1684 su Genova, allora repubblica marinara, disposto dal Re Sole.
Tali mutamenti furono contestuali a quelli apportati alla zona di Ravecca, un tempo detta di Ponticello (Pontexello in lingua genovese), per via della presenza in zona di un ponte, che permetteva il transito sopra un piccolo rivo, il rio Torbido).
La gestione della casa museo è affidata all'Associazione Culturale Genovese "Porta Soprana".

## Descrizione
La casa che si presenta al visitatore contemporaneo è molto probabilmente una ricostruzione, effettuata nei primi anni del Settecento dell'originario edificio medioevale.
La casa fu quasi certamente colpita e distrutta, al pari di altre nella stessa zona, dal bombardamento della flotta navale di re Luigi XIV di Francia nel 1684, come notava tra gli altri lo storico Marcello Staglieno.
Secondo Staglieno, la costruzione al tempo di Colombo aveva due o forse tre piani e fu nel tempo restaurata sulla base dei resti originali. Documenti d'archivio attestano essere stata quella l'abitazione della famiglia di Colombo.
All'epoca di Colombo la casa si trovava a rientrare nell'ampliamento della cinta muraria del XIV secolo e la zona era divenuta oggetto di un intenso sviluppo edilizio, con case prevalentemente popolari. Faceva parte della parrocchia di Santo Stefano.
È possibile che dopo la ricostruzione resasi necessaria per via del bombardamento, si siano anche aggiunti dei piani a quelli presenti nell'edificio originale, per arrivare ad un totale di cinque piani alla fine del XVIII secolo.
La casa sorge quindi nel tessuto urbano revisionato in epoca rinascimentale, ovvero fuori dalle mura medievali. L'antico vico Diritto di Ponticello è rimasto per secoli come era al tempo di Cristoforo e così pure la struttura della casa: il piano terreno ha una bottega e, a sinistra di questa, rispetto al prospetto principale, si trova la porta d'ingresso.
Un solaio a travatura in legno lo divide dal piano superiore e probabilmente così era al principio (come è possibile desumere dall'atto di cessione della famiglia Colombo alla famiglia Bavarello).

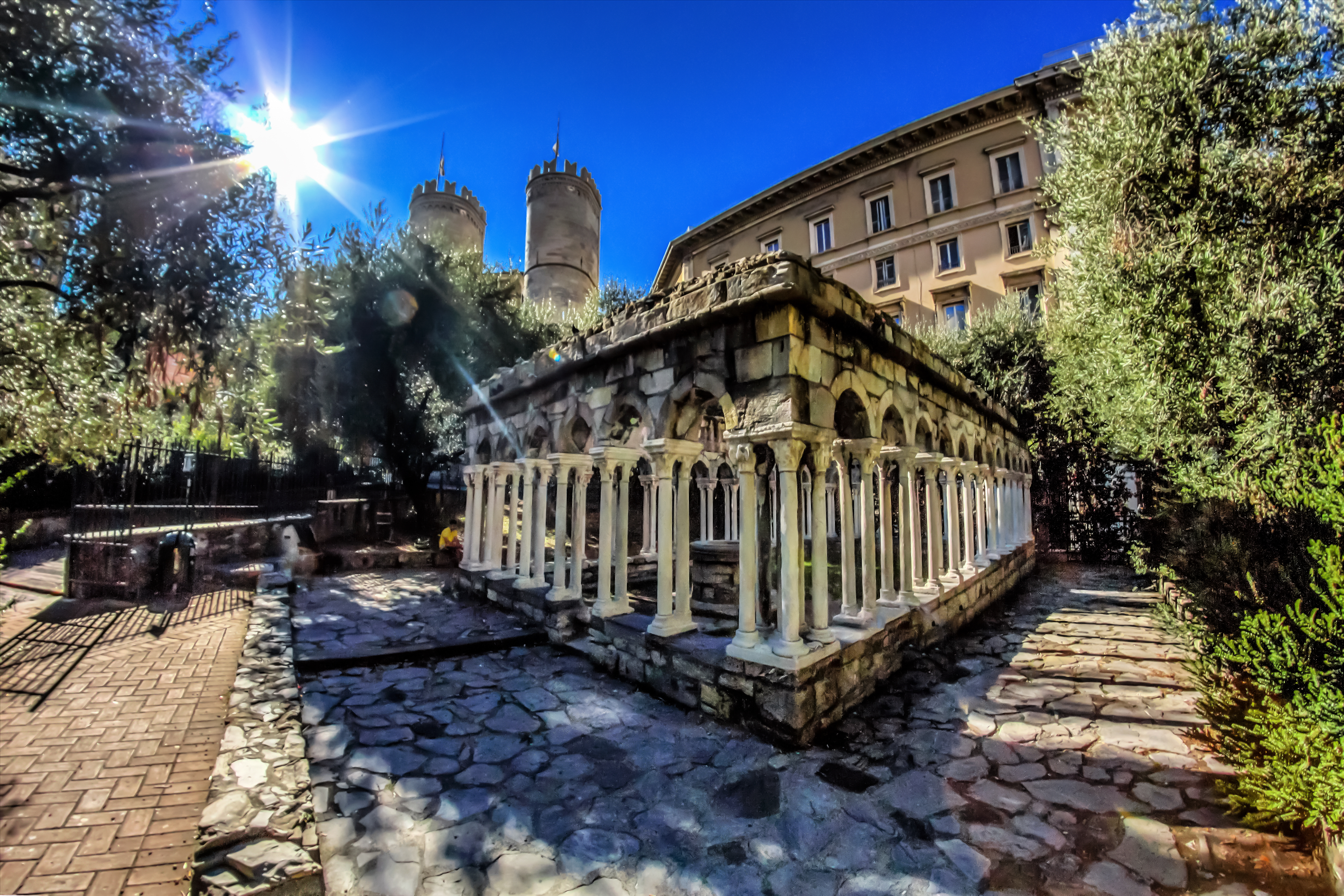
Chiostro del XII secolo della chiesa e del monastero di Sant'Andrea, ricostruiti in zona

Nel 1887 la casa venne acquistata dal Comune di Genova (durante il secondo mandato del sindaco Andrea Podestà) in modo da dare una prova tangibile sulla veridicità del luogo in cui il navigatore visse tra i quattro e i nove anni.
Sulla facciata principale dell'abitazione è esposta una lapide con su scritto: 
Accanto alla casa di Colombo sorge il chiostro del XII secolo della chiesa e del monastero di Sant'Andrea, demolito nel 1904 al momento dello sterro del colle omonimo: le pietre che costituiscono l'architettura, salvate dall'architetto Alfredo d'Andrade, vennero ricomposte in un secondo tempo nell'attuale sito.
Con la demolizione del lato nord di vico Dritto Ponticello attorno all'anno 1900, nell'ambito dei lavori che portarono all'edificazione di via XX Settembre, la casa di Colombo, che era stata costruita ponendo i suoi travi sui muri portanti delle case affiancate, non poteva rimanere in piedi una volta demolite le due laterali ad essa, per cui vennero eliminati i tre piani superiori, riducendola all'assetto attuale.

## La famiglia di Cristoforo Colombo
La vicenda storica concernente la casa di Cristoforo Colombo è stata studiata e approfondita nel corso dei secoli da diversi ricercatori e storici. In particolare, nel XIX secolo se ne sono occupati gli studiosi Marcello Staglieno e Luigi Tommaso Belgrano. Nel Novecento tali ricerche sono state poi riprese da un altri studiosi, fra cui Ferro e Revelli, oltre al senatore Paolo Emilio Taviani.
Il materiale rintracciato da questi storici comprende, in particolare:
- Il contratto di locazione dell'immobile, conservato presso l'Archivio di Stato della Città del Vaticano e la cui copia è consultabile all'interno della Casa di Colombo. Su questo rinvenimento esiste una relazione di Belgrano al Comune di Genova, conservata presso la Biblioteca civica Berio, e una cui copia è consultabile presso l'Associazione Portasoprana alla Casa di Colombo.
- Il passaggio di locazione quale dote alla sorella di Cristoforo Colombo - Bianchinetta - andata sposa ad un certo Bavarello, commerciante di formaggi. Il passaggio di proprietà avvenne poco prima della partenza per Savona, assieme ai figli maschi, del padre di Colombo. La famiglia dovette lasciare Genova in maniera affrettata a causa del passato del padre di Cristoforo, simpatizzante della famiglia dei Fregoso (e in contrasto con l'oligarchia che al tempo deteneva il potere nella Repubblica di Genova).

Belgrano relazionò il Comune anche sui successivi passaggi di proprietà dell'edificio. Il Comune è stato l'ultimo acquirente dello stabile: l'operazione di acquisto fu effettuata per salvaguardia dello stabile dalla prevista demolizione che si sarebbe resa necessaria con la ristrutturazione del quartiere decisa a fine Ottocento e che avrebbe poi portato alla creazione dell'attuale piazza De Ferrari.
La parte storica più recente di queste ricerche è documentata anche da testimonianze fotografiche conservate presso l'archivio fotografico del Comune e visibili anche all'interno della Casa di Colombo. All'Archivio di Stato di Genova sono rintracciabili inoltre i documenti che testimoniano dei vari problemi che la famiglia di Cristoforo Colombo ebbe anche a causa degli affari commerciali del padre. Da questi documenti emergono testimonianze dello stesso Cristoforo: in uno di questo documenti il futuro navigatore si dice diciannovenne; in un altro ventisettenne.
All'Archivio di Stato di Madrid è custodito invece il testamento dello stesso Colombo.
Domenico Colombo, padre del grande navigatore genovese, si trasferì assieme alla famiglia in vico Dritto Ponticello nel 1455. Cristoforo, in quell'anno, compiva quattro anni. Secondo il parere di parecchi storici, Colombo sarebbe nato in un giorno indefinito del 1451 fra il 26 agosto e il 31 ottobre in vicolo dell'Olivella, nel quartiere di Portoria.
Dal 1455 la famiglia Colombo visse in vico Dritto Ponticello (nell'antichità chiamato Via Retta o meglio Carrubeus rectus usque in Ponticellum (come si legge sul contratto di locazione conservato nell'Archivio del Vaticano), sempre di proprietà del convento.
Perduto il lavoro di guardiano della Porta, Domenico lavorò al laboratorio come tessitore e come commerciante di vini e formaggi. Il duplice lavoro non migliorò però la condizione familiare. I debiti si accumularono enormemente. Decise così di vendere i terreni di famiglia. Intanto Cristoforo, uscito dall'adolescenza, aveva ormai intrapreso la carriera di marinaio che lo avrebbe consegnato alla storia come uno fra i massimi navigatori di ogni tempo.

### La relazione Belgrano
La summa delle ricerche storiche ottocentesche condotte sulla vicenda della casa di Colombo è contenuta nella Relazione sulla Casa abitata a Genova da Cristoforo Colombo dello storico Luigi Tommaso Belgrano, redatta il 12 maggio 1887. La relazione figura come allegato al verbale n. 27 del 28 giugno 1887 del consiglio comunale (seduta nella quale il comune decise l'acquisizione della casa). Il documento è conservato alla Biblioteca civica Berio e, in copia, nella stessa casa di Colombo.
Citando le ricerche di Marcello Staglieno, Belgrano sottolinea che, sebbene non sia noto l'anno di acquisto dello stabile da parte di Domenico Colombo, in mancanza dei livellari dell'Abbazia di Santo Stefano (cui apparteneva il terreno su cui sorgeva la casa e per il quale i proprietari degli edifici erano tenuti a corrispondere una sorta di canone d'uso), certo il fatto si dee registrare dopo il 1435, perché il manuale di quest'anno non fa ancor menzione di Domenico. Ma è certo egualmente che si ha da collocare avanti il 1457, perché il manuale di questa data, con cui si ripiglia la serie dopo l'interruzione dei ventun anni, reca già il pagamento del censo effettuato da Domenico stesso al monastero, senza contenere espressioni che dieno luogo a sospetto di cosa nuova.
L'articolata relazione dà conto delle modifiche subite dallo stabile e dei vari passaggi di proprietà intervenuti fino alla fine del XIX secolo, precisando che il bombardamento inflitto a Genova da Luigi XIV, nel 1684, arrecò alla Casa sì gravi danni, che per gran parte si dovette ricostrurre; ed allora fu anche innalzata d'un piano, e ridotta nella forma che di presente conserva. Al che provvide Giuseppe Morbione, acquisitore nel 1690 [...].
Gli ultimi proprietari, appartenenti alla famiglia degli Oneto, furono espropriati per giudizio di tribunali nel 1863. La vendita forzata della casa - precisa il relatore - produsse la complessiva somma di Lire 16,650; e la proprietà rimase divisa tra vari acquisitorî.
La chiosa di Belgrano alla sua relazione tende a enfatizzare la necessità che, approssimandosi la ricorrenza del Quarto Centenario del 1492, la Patria di Colombo assicuri a sé medesima il possesso di quella Casa nella quale Egli visse giovinetto, per custodirla degnamente, per raccomandarla alla reverenza de' cittadini e degli stranieri.
Se - annota un po' partigianamente lo storico - il Comune di Firenze annovera con giusto orgoglio fra le sue proprietà la Casa ove nacque il divino Alighieri; se a Milano è oggetto di un pio pellegrinaggio quella di Alessandro Manzoni; se il Municipio di Zante, or fan pochi mesi, acquistò la Casa del Cantor dei Sepolcri, e provvede a istituirvi un Museo Foscoliano, tutti faranno plauso a Genova qualora rivendichi a sé l'abitazione dell'Eroe, che «divinato un mondo lo avvinse di perenni benefizî all'antico ».

## Galleria d'immagini

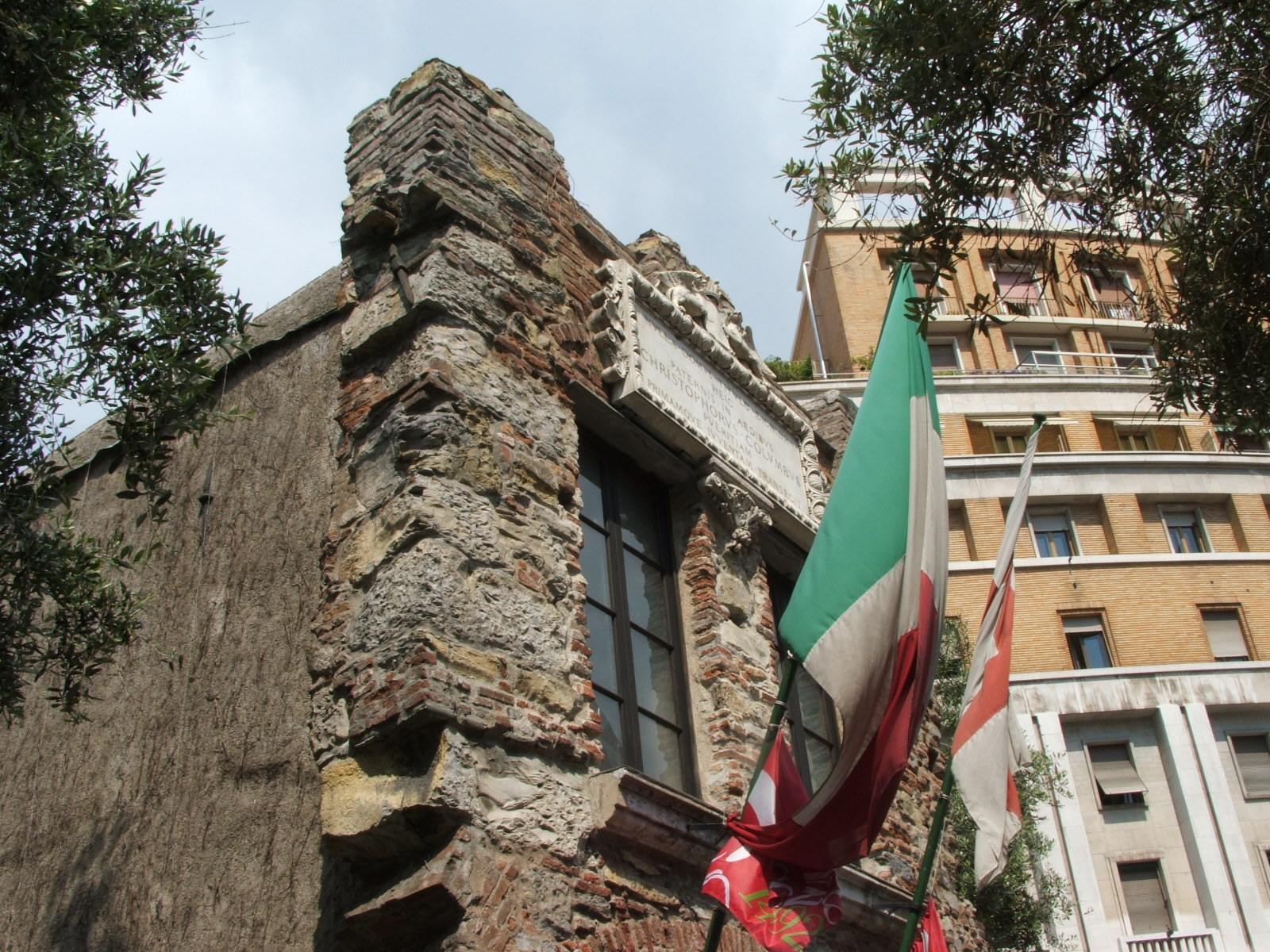
La casa di Cristoforo Colombo al piano di Sant'Andrea di Genova
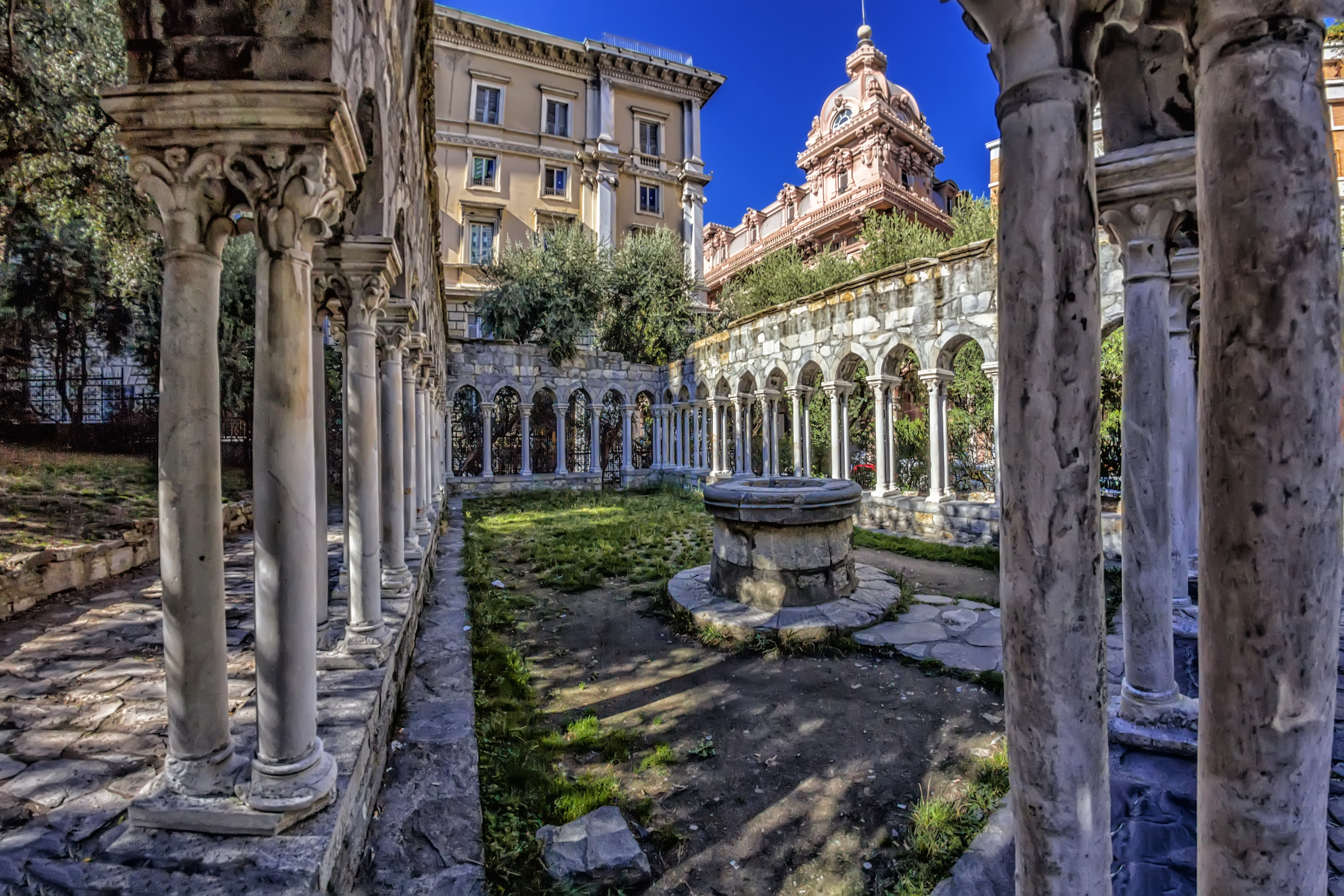
L'interno del chiostro di sant'Andrea
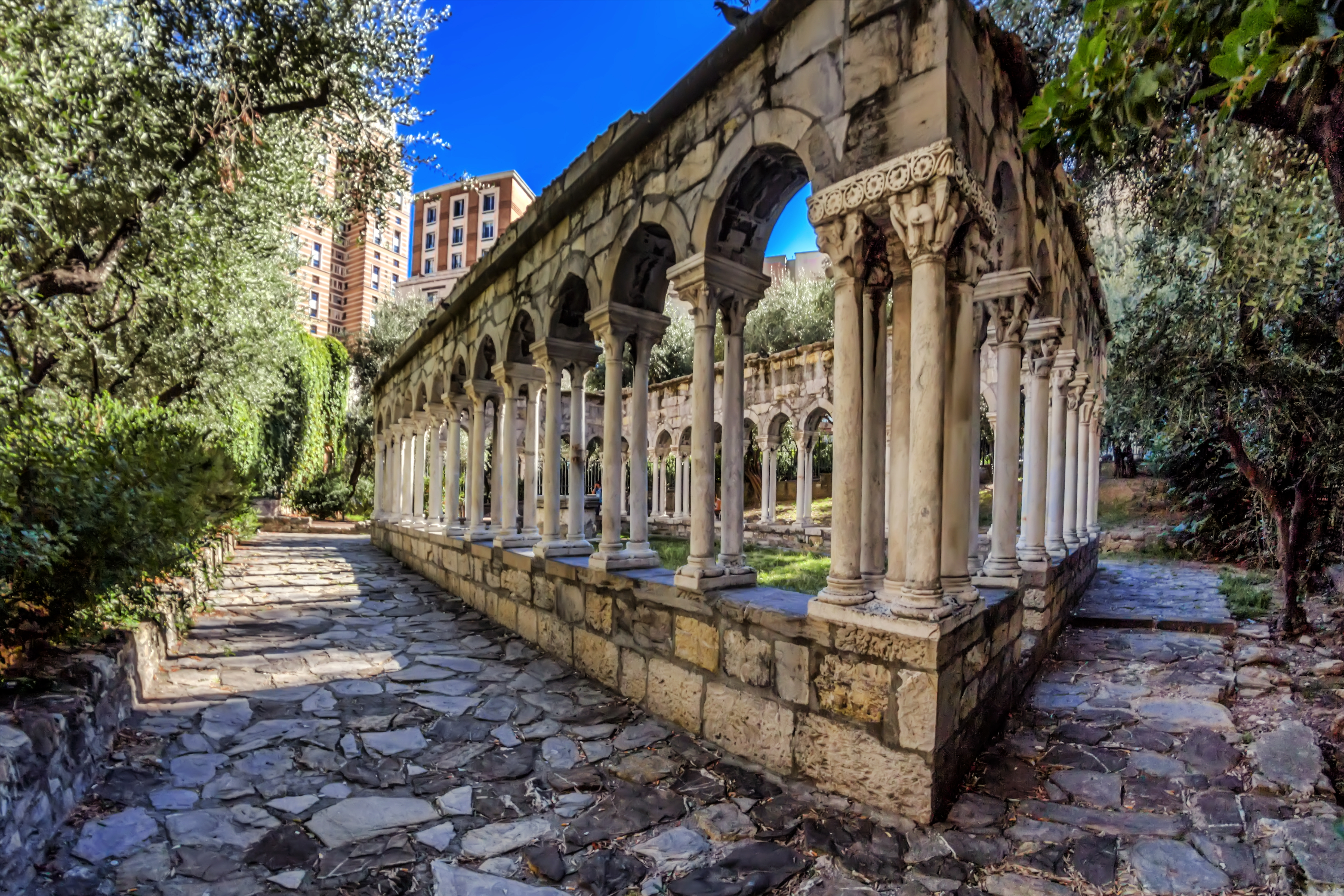
Il chiostro di sant'Andrea
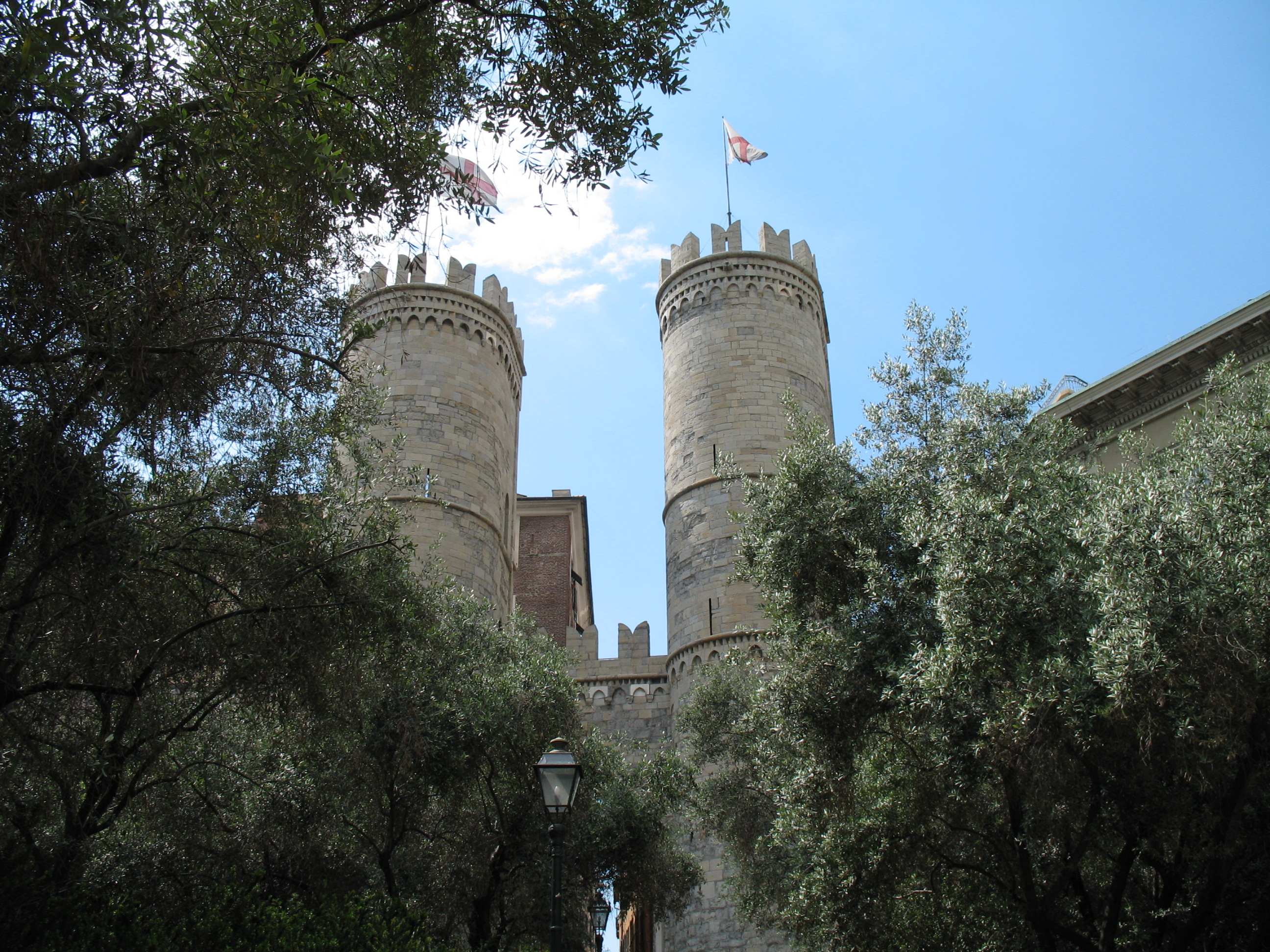
Le due torri che sovrastano Porta Soprana